# 普久原奨
普久原 奨（ふくはら まさる、1981年10月15日 - ）は、沖縄県沖縄市出身の元プロ自転車競技選手。ロード・トラック両方で活躍した。プロ引退後は自転車販売店に勤務ののち、宇都宮市に自転車販売店を開店した。
ツール・ド・おきなわにはプロチーム所属時以外は、沖縄選抜として出場している。

## 来歴
北中城高校から日本大学を経て、チェブロ・ラピスタに加入。
2006年、チームブリヂストン・アンカーへ移籍。
2012年、宇都宮ブリッツェンに移籍。
2014年、那須ブラーゼンに移籍。
2015年
- 群馬グリフィン・レーシングチームに移籍。
- 2015年シーズンをもってプロから引退。

2016年
- 1月7日より宇都宮市内の自転車販売店で勤務[1]
- 11月16日 ツール・ド・おきなわ2016 チームおきなわで出場 完走したがトップとのタイム差によりFAD[2]

2017年
- 11月13日 ツール・ド・おきなわ2017 沖縄選抜で出場 45位、山岳賞を獲得[3][4]

2018年
- 5月31日 勤務していた自転車販売店を退職[1]
- 6月14日 自転車販売店Cycleshop Ashivivaを開店[1][5]

## 主な成績
- 2007年東日本実業団
  - ポイントレース優勝
  - 4km個人追抜き優勝
- 2008年全国都道府県対抗競技大会優勝